# ستاره بودکوویتسه
ستاره بودکوویتسه (به لهستانی:  Stare Budkowice) یک روستا در لهستان است که در گمینا موروو واقع شده‌است.